# Magnolia yantzazana
Espèce
Statut de conservation UICN

 EN B1ab(iii) : En danger
Magnolia yantzazana est une espèce de plantes à fleurs de la famille des Magnoliacées. C'est un arbre endémique d'Équateur.

## Description
C'est un arbre.

## Répartition et habitat
Cette espèce est endémique d'Équateur. Elle pousse dans la forêt tropicale humide de pré-montagne.